# Tomáš Krejčík (historik)
Tomáš Krejčík (* 2. února 1951 Frýdek-Místek) je český historik a archivář, zabývající se hlavně pomocnými vědami historickými, obory numismatiky, heraldiky a sfragistiky.

## Život
Vystudoval obor historie a pomocné vědy historické na univerzitě v Brně. Oženil se s archivářkou a polistopadovou kulturní atašé v Římě, doc. Jarmilou Krejčíkovou (* 1950). Působil na brněnské univerzitě, kde se habilitoval. Nyní učí na Katedře historie Filozofické fakulty Ostravské univerzity v Ostravě. Profesorem byl jmenován v Bratislavě.

## Dílo
Publikoval na dvě stě článků nebo recenzí, zejména v Českém časopise historickém, v časopise Genealogické a heraldické informace a v Časopise Matice moravské.
- Společně se svou ženou Jarmilou napsal knihu Úvod do české sfragistiky. 1989
- Samostatně vydal knihu: Pečeť v kultuře středověku. 1998
- S Richardem Psíkem napsali učebnici Základy heraldiky. 2008